# Martin Taylor (guitarrista)
Martin Taylor (nascido em 20 de outubro de 1956), é um guitarrista de jazz inglês altamente respeitado que já tocou em diversos grupos e acompanhou diversos artistas como Stephane Grappelli, Chet Atkins, Bill Wyman, George Harrison, Dionne Warwick, Sacha Distel, Bryn Terfel e Jamie Cullum. Ele é conhecido especialmente por sua técnica de "Chord Melody", onde uma só guitarra faz as linhas de baixo, os acordes e a melodia ao mesmo tempo.

## Citação
| “ | Martin Taylor é um dos guitarristas mais incríveis na história da guitarra. Ele é inacreditavel. — Pat Metheny | ” |